# جورج جراف
جورج جراف (بالألمانية: Georg Graf)‏ (1292 - 1375 هـ / 1875 - 1955 م) هو مستشرق ألماني.

## حياته
وُلد جورج غراف في مونسينغن بألمانيا عام ١٨٧٥. التحق بمعهد ديلينغن اللاهوتي، حيث درس اليونانية واللاتينية والعبرية، بينما درس السريانية والعربية بمفرده. في عامي ١٩٠٢ و١٩٠٣، أكمل دراسته في ميونيخ، حيث درس اللغة المصرية القديمة والقبطية واليونانية الحديثة، ثم الجورجية. في عام ١٩٠٣، حصل على درجة الدكتوراه في فقه اللغة بأطروحته التي تناولت الأدب العربي المسيحي حتى القرن الحادي عشر، والتي نُشرت عام ١٩٠٥. وقد لفت هذا انتباه مؤسس مجلة المشرق، لويس شيخو، الذي كان غراف يكنّ له تقديرًا كبيرًا. من عامي ١٩١٠ و١٩١١، درس الأدب المسيحي في الأديرة، أثناء إقامته في القدس. كما زار بيروت لفترة قصيرة.
في عام ١٩١٨، حصل غراف على درجة الدكتوراه في اللاهوت من جامعة فرايبورغ، وذلك بفضل دراسة حول مرقس بن قنبر (Ein Reformversuch innerhalb der Koptischen Kirche im zwölften Jahrhundert)، نُشرت عام ١٩٢٣. تلا ذلك زيارات بحثية أخرى إلى مصر وسوريا وفلسطين. في عام ١٩٣٠، عُيّن أستاذًا فخريًا للأدب الشرقي المسيحي في كلية اللاهوت بجامعة ميونيخ. وفي عام ١٩٤٦، عُيّن قسيسًا بابويًا. توفي في ديلينجن آن دير دوناو عام ١٩٥٥. تُعتبر نجمة التنس شتيفي غراف من أقربائه البعيدين.

## آثاره
من آثاره: «تاريخ البطاركة» و «تاريخ الأدب العربي المسيحي» Geschichte der christlichen arabischen Literatur في خمسة أجزاء.